# Pterolophia bipartita
Pterolophia bipartita är en skalbaggsart som beskrevs av Maurice Pic 1934. Pterolophia bipartita ingår i släktet Pterolophia och familjen långhorningar. Inga underarter finns listade i Catalogue of Life.